# Paralives
Paralives es un juego de simulación de vida en desarrollo para Windows y macOS. Inspirado en Los Sims, Paralives incorpora la construcción de casas en una pequeña ciudad de mundo abierto.

## Jugabilidad
Paralives tiene lugar en un mundo abierto con diferentes oportunidades de empleo y eventos. Los jugadores pueden construir casas, crear personajes y controlar sus vidas a su gusto.
El creador de personajes, llamado "Paramaker", permite la personalización de la apariencia de los personajes con controles deslizantes y una rueda de colores. Los jugadores pueden realizar cambios en su contextura física y altura, y usar la rueda de colores para definir su tono del cabello. Existe un sistema similar para los objetos y el modo construcción, que permite al jugador ajustar el tamaño, la ubicación y el color de las paredes, los pisos, las ventanas, las puertas y los muebles.

## Desarrollo
Paralives fue creado por el desarrollador independiente Alex Massé. Después de trabajar en varios proyectos, como Tuber Simulator de PewDiePie y varios prototipos para Project Tiny, Massé tomó la decisión de dejar su trabajo y dedicarse a desarrollar Paralives. El desarrollo del juego comenzó en enero de 2019 y se anunció oficialmente en junio de 2019.
Massé contrató a tres personas: Léa Sorribès, Christine Gariépy y Anna Thibert, formando Paralives Studio. Actualmente, el equipo está formado por diez personas en total. Massé pensó que los juegos de simulación de vida anteriores no tenían una herramienta que permitiera la creación fácil y precisa de cualquier casa, lo que lo llevó a diseñar Paralives para ofrecer una sensación de personalización infinita. Se inspiró en la herramienta de carreteras que se encuentra en Cities: Skylines e intentó que funcionara en Paralives, pensando que funcionaría bien para colocar paredes y construir casas.
Ya que el juego se financia a través de la plataforma de micromecenazgo Patreon, los patrocinadores pueden proponer sugerencias sobre qué tipo de contenido les gustaría ver en el producto final. Massé se vio influenciado por el éxito de Ooblets en la plataforma y decidió seguir su ejemplo. Esperaba que la página de Patreon ayudara al desarrollo lo suficiente como para contratar a otro artista. A mayo de 2022, cuenta con cerca de 9000 mecenas y genera más de $40 000 por mes. Según Massé, existe un documento de 100 páginas llamado "Parabook", que contiene todas las ideas recopiladas hasta el momento. El plan de Massé es continuar el desarrollo del juego con actualizaciones y soporte para mods, para que los usuarios compartan sus propios diseños en Steam Workshop.